# Yves Netzhammer
Yves Netzhammer, né à Affoltern am Albis le 1er août 1970, est un artiste suisse. Ses installations allient projections d'animations virtuelles, objets tridimensionnels et œuvres graphiques.

## Biographie
Yves Netzhammer a grandi à Diessenhofen et à Schaffhouse, où il a entamé sa carrière artistique. Il reçoit le prix Manor de Schaffhouse en 1999, entamant une carrière internationale. En 2007, il représente la Suisse lors de la Biennale de Venise (avec Christine Streuli).
Il vit aujourd'hui à Zürich.

## Œuvre
Le travail d'Yves Netzhammer s'est développé dans les années 1990 dans le milieu de l'art vidéo, multimédia et virtuel. Dessinateur en bâtiment de formation, c'est à l'ordinateur qu'il conçoit ses dessins et ses animations. Réduisant l'être humain à sa silhouette, il travaille avec des protagonistes virtuels ressemblant à des poupées sans visages, qu'il laisse interagir, qu'il place dans des situations absconses, qu'il soumet tant à la violence qu'à la douceur. Héritier d'influences surréalistes, d'une approche poétique du monde, il refuse toute narration chronologique. Au fil de son œuvre, il traduit son propos dans l'espace, créant de complexes installations qui ouvrent le dialogue avec le lieu dans lequel elles se trouvent (site-specific), ainsi que de nombreuses interventions dans l'espace public.
- 2000 : Wenn man etwas gegen seine Eigenschaften benützt, muss man dafür einen anderen Namen finden, Museum zu Allerheiligen, Schaffhouse
- 2005 : Die Anordnungsweise zweier Gegenteile bei der Erzeugung ihres Berührungsmaximums, Kunsthalle Bremen, Brême
- 2007 : Die Subjektivierung der Wiederholung, Projekt A, pavillon Suisse, Biennale de Venise
- 2007 : Die Subjektivierung der Wiederholung, Projekt B, Karlskirche, en marge de la documenta 12, Cassel
- 2008 : Die Möbel der Proportionen, SFMOMA, San Francisco
- 2010 : Das Reservat der Nachteile, Kunstmuseum Bern, Berne

- 2015 : The School of Kyiv, Biennale de Kiev
- 2017 : Refurnishing Thoughts, FOSUN Foundation, Shanghai
- 2018 : Biografische Versprecher, Museum zu Allerheiligen, Schaffhouse